# Faramea hymenocalyx
Faramea hymenocalyx är en måreväxtart som beskrevs av M.Gomes. Faramea hymenocalyx ingår i släktet Faramea och familjen måreväxter. Inga underarter finns listade i Catalogue of Life.